# Edwin ab Einion
Edwin ap Einion va ser un rei de Deheubarth que visqué al segle xi.
Si del regnat del seu predecessor en el tron de Deheubarth, Cynan ap Hywel, se'n sap molt poca cosa, menys se sap del període 1005-1018 quan el govern del país caigué en les mans dels germans Edwin i Cadell ab Einion. El seu "cognom", [fill de] Einion, ja indica que no eren descendents directes de Cynan.
El seu successor, Llywelyn ap Seisyll obtingué el poder vencent en batallà Rhain, un pretendent irlandès que afirmava ser fill de Maredudd. La reivindicació de Llywelyn venia pel seu matrimoni amb Angharad, filla de Maredudd.